# Cerynea discontenta
Cerynea discontenta là một loài bướm đêm trong họ Erebidae.